# Корнелије Комељски
Свети преподобни Корнилије Комељски (1457 - 19. маја 1537) је светитељ Руске православне цркве, оснивач манастира Комелски. Помиње се 19. маја (1. јуна).

## Биографија
Корнелије је рођен 1457. године у племенитој бојарској породици Крјуков, која је живела у Ростову. Ујак Корнелија, чиновник Лукијан, служио је на двору жене великог московског кнеза Василија Мрачног и помогао је Корнелију да заузме место чиновника на великокнежевском двору. Утицај његовог стрица на Корнелија био је тако велик да је, када је Лукијан одлучио да положи монашки завет у манастиру Кирилло-Белозерски, његов нећак кренуо за њим.
У време свог монашења Корнелије је имао 20 година и његово главно послушање у манастиру била је преправљање књига. Крајем 16. века, аутор његовог житија извештава о проналаску у манастиру Кирилло-Белозерски књига које је Корнилиј преписао: „... његове књиге су у Кириллову и сада ...“. У 27. години живота Корнелије је на неко време напустио манастир и вратио се у њега са братом Акинтијем, који је положио монашке завете са именом Антим. Касније је Корнелије коначно напустио манастир Кирило-Белозерски и почео да обилази друге манастире. У Новгороду је привукао пажњу архиепископа Генадија, који је, видевши његово образовање, желео да га рукоположи за свештеника, али Корнелије је то одбио. Ипак је рукоположен 1501. године; хиротонију је извршио митрополит московски Симон.
Напуштајући Новгород, Корнелије се настанио у пустињи у његовој близини, а затим се преселио у Твер. 1497. године монах Корнилије се настанио у шуми Комел, недалеко од Вологде, где је постепено основао свој манастир од мале „дивљине“. 1501. године саградио је прву цркву брвнару у част Уласка у храм Пресвете Богородице, а 1515. године, када се број монаха повећао, изграђена је камена црква. Исте године Корнелије је почео да пише манастирску повељу за браћу, која је постала трећа руска повеља за монаштво. У манастиру Комел Корнилсии је организовао радионице књигописа и иконописа. Сам монах се бавио преписивањем књига: у инвентару манастира Комел из 1630. године налазе се: „Псалтир праћен преподобним Корнилијевим списима“, „Слуга чудотворца Корнилијев сшис“ и „Предање чудотворца Корнилија“.
Због сукоба са великим војводом Василијем III (узрок сукоба није познат), Корнелије се повукао из манастира на језеро Сурское око 1529. године са својим учеником Генадијем. Василиј III је више пута захтевао да се Корнелије врати у манастир који је основао. Велики војвода 1530. године чак је одбио Корнелијеву дозволу да освети храм који је саградио у Сурској испосници). Извесно време Корнелије је провео повучено у Тројично-Сергијевој лаври, али се онда, решивши сукоб са Василијем III, вратио у свој манастир, где се одрекао игуманства и остао повучен. Генадиј је постао игуман манастира на језеру Сурское.
Током напада Татара на вологдску земљу, Корнелије се, заједно са браћом, повукао у близину манастира Кирило-Белозерски. Монах Корнелије је преминуо 19. маја 1537. године у 82. години у манастиру који је основао.